# FC Hradec Králové
O FC Hradec Králové é uma equipe de futebol da cidade de Hradec Králové, na região da Boêmia, na República Tcheca. Foi fundado em 1905. Suas cores são preto e branco.
Disputa suas partidas no Vsesportovni Stadion, em Hradec Králové, que tem capacidade para 17.000 espectadores.
A equipe compete atualmente na segunda divisão do Campeonato Tcheco, campeonato em que nunca obteve resultado relevante. O principal título do clube foi o Campeonato Tchecoslovaco na temporada 1959/60.
Já na Copa da República Tcheca, o clube foi campeão em 1995, ganhando nos pênaltis do Viktoria Zizkov após empate em 0 a 0.
Nas competições européias, já alcançou as quartas-de-final da Liga dos Campeões da UEFA, na temporada 1960/61. Na ocasião, eliminou grandes equipes como o romeno Steaua Bucareste e o grego Panathinaikos. Porém, sucumbiu ao poderoso Barcelona, que viria a ser vice-campeão.

## Nomes
- 1905 - SK Hradec Králové (Sportovní klub Hradec Králové)
- 1948 - Sokol Hradec Králové
- 1949 - Sokol Škoda
- 1953 - DSO Spartak Hradec Králové
- 1976 - TJ Spartak ZVU Hradec (Tělovýchovná jednota ZVU Hradec)
- 1989 - RH Spartak ZVU Hradec Králové (Rudá Hvezda ZVU Hradec Králové)
- 1990 - SKP Spartak Hradec Králové
- 1992 - SKP Fomei Hradec Králové
- 1994 - SK Hradec Králové  (Sportovní klub Hradec Králové)
- 2005 - FC Hradec Králové (Fotbalový klub Hradec Králové)

## Títulos
- 1 Campeonato Nacional:
  - Campeonato Tchecoslovaco: 1 (1960).
- 1 Copa Nacional:
  - Copa da Tchéquia: 1 (1995).